# Forbice zig-zag

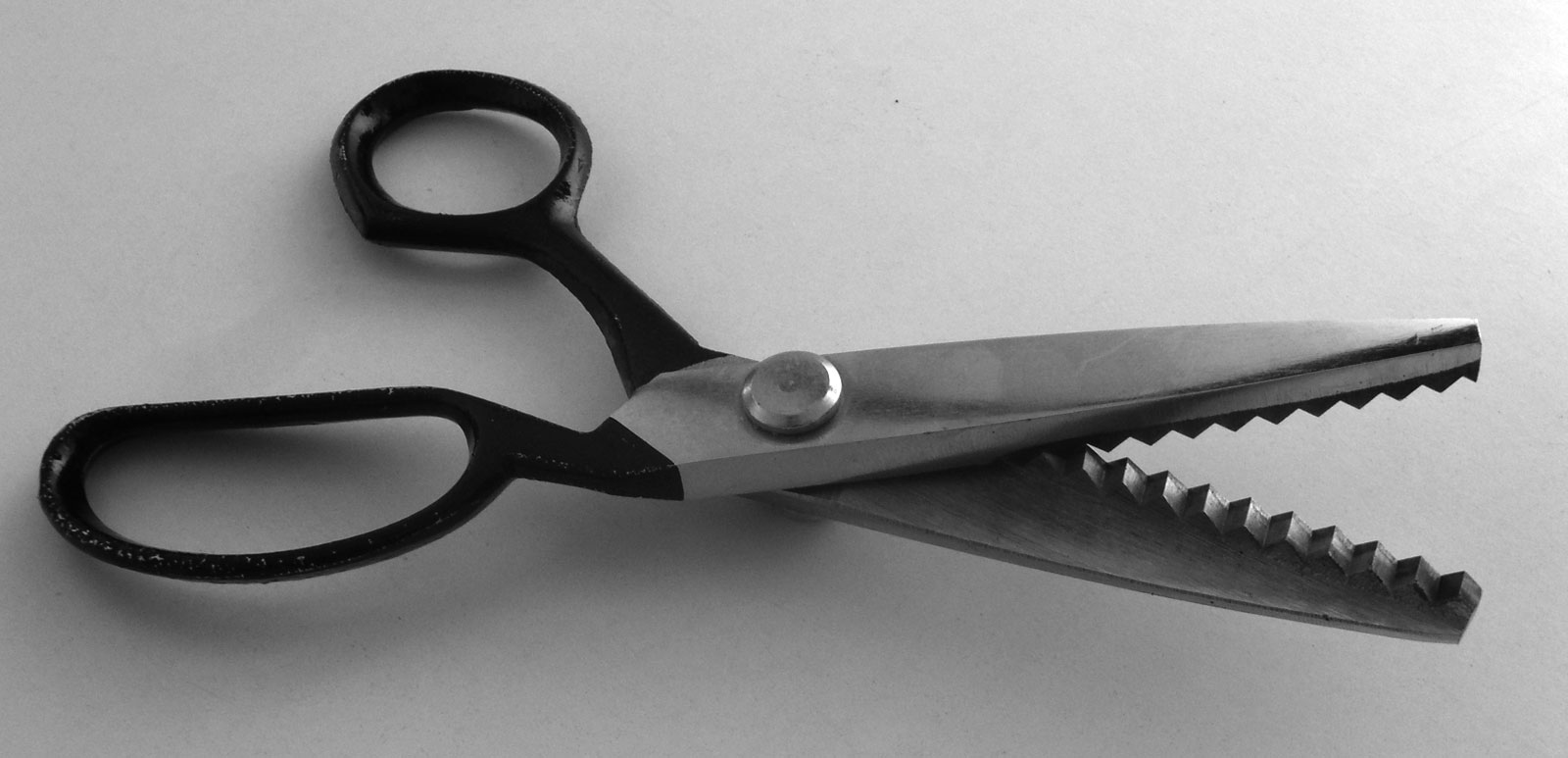
Forbici zig-zag

Le forbici zig-zag sono usate per tagliare i tessuti. Hanno lame con un profilo seghettato a zigzag, con dentelli di 3 mm di lato e spigolo ad angolo retto. Sono forbici di struttura pesante e lame spesse; esistono modelli con lame leggere per tagliare la carta (anche con altri profili), inadatte al taglio della stoffa perché non recidono nettamente i fili e masticano il tessuto.
Il loro scopo è creare un taglio che non sfilacci il tessuto: lo zig-zag della lama taglia sia i fili di trama che quelli di ordito in modo che non rimanga un filo unico e continuo sul bordo del taglio, filo che appena tirato scivola dal margine del bordo provocando lo sfilacciamento/disfacimento di una parte del tessuto. La forbice funziona alla grande su stoffe compatte, di filato sottile e con un'armatura con poche slegature di trama. Non fornisce un'orlatura definitiva e persistente utilizzabile a lungo, ma una profilatura esteticamente soddisfacente, che non si sfila e quindi non lascia pelucchi e filacce.
Usata in sartoria e per la creazione di campionari nell'industria tessile, trova uso anche nell'hobbystica e nella decorazione.
Fu brevettata negli Stati Uniti d'America con un modello chiamato pinking shears da Louse Austin nel 1893 e col modello attuale da Benjamin Luscalzo nel 1952.